# Morosolo
Morosolo is een plaats (frazione) in de Italiaanse gemeente Casciago en is gelegen aan Lago di Varese.